# NYSE Composite
NYSE Composite — біржовий індекс американських цінних паперів (акцій підприємств), є одним з найпопулярніших фондових індексів у світі. Відображає зміну вартості всіх акцій, які торгуються на Нью-Йоркській фондовій біржі. На сьогодні включає приблизно 2 000 компаній, 1 600 з яких є американськими (загальна капіталізація цих компаній становить близько 20 триліонів доларів), а 360 представляють інші країни.
Індекс NYSE Composite вперше був розрахований 31 грудня 1965 року. Базове значення тоді становило 50 пунктів. У 2003 році індекс був перерахований, і тоді базове значення склало 5 000 пунктів.